# 도쿠가와 다다나가
도쿠가와 다다나가(일본어: 徳川忠長, 게이초 11년(1606년) ~ 간에이 10년 음력 12월 6일(1634년 1월 5일))는 에도 시대의 다이묘이다. 에도 막부 2대 쇼군인 도쿠가와 히데타다의 3남으로, 어머니는 아자이 나가마사의 딸 고우이다. 도요토미 히데요리의 정실 센히메, 3대 쇼군 도쿠가와 이에미쓰와는 동복 형제 관계이다.
조정으로부터 내려진 작위가 종2위 곤다이나곤(権大納言), 주 영지가 스루가국인 점으로 인해 스루가노 다이나곤(駿河大納言)으로도 불렸다.

## 생애
게이초 11년(1606년) 에도성 니시노마루(西の丸)에서 출생하였다. 유모는 도이 도시카쓰의 의누이이자 아사쿠라 노부마사(朝倉宣正)의 아내인 아사쿠라노 쓰보네(朝倉局)이다. 아명은 구니마쓰(国松)이다.
병약하고 말을 더듬었던 형 다케치요(竹千代, 후일의 도쿠가와 이에미쓰)에 비해 용모가 뛰어나고 성격이 활발하여 더욱 양친의 편애를 받았다고 한다. 그런 연유로 인하여 장남 다케치요 대신 구니마쓰를 후계자로 옹립하고자 하는 파가 득세하였으나, 차후의 후계자 다툼을 종식시키기 위해서는 장자 우선 상속 제도가 확립되어야 한다고 여겼던 도쿠가와 이에야스에 의해 다케치요가 후계자로 낙점되고 차남인 구니마쓰는 밀려났다. 일설에는 다케치요의 유모였던 가스가노 쓰보네가 이에야스에게 직소하여 다케치요를 후계자로 옹립하는 계기가 되었다는 설도 있다.
겐나 2년(혹은 겐나 4년(1618년)) 9월, 고후 23만 8천 석을 하사받아 고후번주가 되었다. 이후 시나노국 고모로번 또한 영지에 포함되었다. 번주로 취임할 즈음에는 유모의 남편 아사쿠라 노부마사를 비롯해 군나이 지방(郡内地方)을 다스리던 도리이 나리쓰구(鳥居成次), 다케다씨의 유신(遺臣)인 오쿠보 나가야스 휘하의 다이칸(代官) 등을 포함한 가신단이 편성되었다. 그러나 아직 관례도 치르지 않은 어린 구니마쓰가 실제로 번의 경영에 참여한 것은 아니었고, 영지의 운영은 대부분 이들 가신들에 의해 이루어졌다.
겐나 6년(1620년) 9월 형 다케치요와 함께 관례를 치르고 각각 이에미쓰(家光)와 다다나가(忠長)로 개명하였다. 겐나 9년(1623년) 7월 이에미쓰가 정식으로 쇼군 선지를 받아 3대 쇼군으로 취임하면서 비슷한 시기에 주나곤에 임명되었다.
간에이 원년(1624년) 7월 스루가국과 도토미국 일부가 영지에 추가, 총 55만 석의 대영주가 되어 이에미쓰에 못지 않은 실권을 장악하였다. 간에이 3년(1626년)에는 스루가노 다이나곤에 임명되었다.
간에이 8년(1631년) 5월, 행실이 좋지 못하다는 이유로 바쿠후로부터 칩거를 명령받고 영지인 고후로 추방되었다. 부친 히데타다의 측근인 스덴 등을 통해 사면을 요청했으나 받아들여지지 않았고, 이듬해인 간에이 9년 히데타다가 중태에 빠졌음에도 에도 방문이 허용되지 않았다. 히데타다가 사망한 후 유언비어를 유포했다는 명분으로 개역이 되어 영지가 몰수되었다. 이 때 최측근 가신인 아사쿠라, 도리이 또한 연좌되어 개역 처분을 당했다.
간에이 10년 바쿠후로부터 자결을 명령받고 향년 29세로 사망하였다.
일설에는 모친 고우의 외숙부인 오다 노부나가와 특히 외모가 흡사하였다고 한다. 또한 아들 마쓰다이라 조시치로(松平長七郎)가 있었다고 전해지나 공식적인 자료상으로는 자식이 없다.

## 같이 보기
- 도쿠가와 이에야스
- 도쿠가와 히데타다
- 스루가국